# Attentats de Stockholm en 2010
Pour les articles homonymes, voir Attentat de Stockholm.
Les attentats de Stockholm en 2010 sont deux explosions qui ont secoué le centre de la capitale suédoise le samedi 11 décembre 2010 en fin d'après-midi, faisant un mort et deux blessés légers. La victime est le poseur de bombe, Taimour Abdulwahab al-Abdaly, un citoyen suédois né en Irak et résidant en Angleterre.

## Déroulement
Les explosions ont lieu dans le centre commerçant de Stockholm, un samedi après-midi et pendant le rush de Noël, alors que des milliers de personnes se trouvent à proximité. La première a lieu vers 16 h 50. La bombe est placée dans une Audi 80 break de couleur blanche, garée rue Olof Palme, à proximité de l'intersection avec Drottninggatan. Cette première explosion ne fait aucune victime,.
Vers 17 heures, une seconde explosion se produit sur Bryggargatan, là encore au niveau de l'intersection avec Drottninggatan, à environ 200 mètres du lieu de la première explosion. Un homme, retrouvé grièvement blessé sur les lieux, décède peu de temps plus tard. Il s'agit du poseur de bombe, qui portait sur lui des engins explosifs qu'il a fait détoner. Deux passants sont légèrement blessés par cette deuxième explosion,.

## Bilan
Le bilan définitif est de 2 blessés légers.

## Revendication
Environ dix minutes avant les attentats, un e-mail de revendication est envoyé à l'agence de presse TT et à la police de sécurité (la Säpo). L'e-mail contient des fichiers audio sur lesquels on peut entendre un homme s'adresser en arabe et en suédois à « la Suède et au peuple suédois ». L'homme fait référence notamment à l'affaire des caricatures de Mahomet du Suédois Lars Vilks et à la participation de la Suède au conflit en Afghanistan. Il affirme que « c'est au tour de vos enfants, de vos filles et de vos sœurs de mourir comme meurent nos frères, nos sœurs et nos enfants ».

## Enquête

### Profil de l'auteur
Le terroriste, Taimour Abdulwahab al-Abdaly, est né le 12 décembre 1981 à Bagdad en Irak. Il grandit à Tranås, une petite ville du sud de la Suède, et acquiert la nationalité suédoise en 1992. À la fin de ses études secondaires, il quitte la Suède pour s'installer en Angleterre, où il étudie à l'Université du Bedforshire et obtient un diplôme en thérapie du sport. Marié, il est père de trois enfants. Il se radicalise à la fin des années 2000, alors qu'il vit à Luton, et revient en Suède le 19 novembre 2010, officiellement pour rendre visite à ses proches restés à Tranås.

### Complicités
En août 2012, un homme de nationalité algérienne est condamné à une peine de sept ans de prison ferme par un tribunal de Glasgow en Écosse pour avoir aidé financièrement Abdulwahab dans son entreprise terroriste. La peine est reduite à trois ans en appel. En avril 2015, bien qu'ayant purgé sa peine, cet homme est toujours emprisonné au Royaume-Uni, en attente d'une expulsion vers l'Algérie.
En Suède, l'enquête est classée sans suite en octobre 2014. La justice suédoise conclut qu'Abdulwahab n'a bénéficié d'aucune complicité dans le pays. Il est par contre soupçonné d'avoir fait partie d'un réseau terroriste basé en Irak, pays où il s'est rendu au moins trois fois dans les quatre années précédant les faits. Juste avant les explosions, il a passé un appel téléphonique vers l'Irak. Son interlocuteur étant basé dans la zone contrôlée par l'État islamique, les enquêteurs suédois ont jugé inopportun de se rendre sur place.